# Rhodopina nasui
Rhodopina nasui är en skalbaggsart som beskrevs av Komiya och Keiichi Kusama 1974. Rhodopina nasui ingår i släktet Rhodopina och familjen långhorningar. Inga underarter finns listade i Catalogue of Life.